# Екрињел
Екрињел (фр. Escrignelles) је насељено место у Француској у региону Центар, у департману Лоаре.
По подацима из 2011. године у општини је живело 61 становника, а густина насељености је износила 4,34 становника/km².

## Демографија
| 1962. | 1968. | 1975. | 1982. | 1990. | 2011. |
| ----- | ----- | ----- | ----- | ----- | ----- |
| 121   | 112   | 86    | 85    | 83    | 61    |